# De bannelingen
De bannelingen is een Nederlandse stomme film uit 1911. Het verhaal is gebaseerd op het stuk Vera, or the nihilists van Oscar Wilde.
Deze film vertelt over het Rusland eind 19e eeuw, waar een groep nihilisten plannen willen maken voor een nieuw Rusland waarin gevangenen niet meer onder erbarmelijke omstandigheden naar de gevangenissen en werkkampen in Siberië worden afgevoerd.

## Cast
| Acteur                    | Personage |
| ------------------------- | --------- |
| Caroline van Dommelen     |           |
| Cato Mertens-de Jaeger    |           |
| Louis van Dommelen        |           |
| Jef Mertens               |           |
| Oscar Tourniaire          |           |
| Jan van Dommelen          |           |
| Jan Buderman              |           |
| Anton Roemer              |           |
| Manus Hulsman             |           |
| Wim Grelinger             |           |
| Jopie Tourniaire          |           |
| Ansje van Dommelen-Kapper |           |
| Kees Lageman              |           |
| Tilly Lus                 |           |
| Piet Fuchs                |           |